# استان غربی (روآندا)
استان غربی (روآندا) (به لاتین: Western Province, Rwanda) یک استان در رواندا است که در غرب واقع شده‌است.

## خصوصیات
استان غربی ۵٬۸۸۳ کیلومترمربع مساحت و ۲٬۴۷۱٬۳۴۸ نفر جمعیت دارد.